# 돈황제
"돈황제"는 1992년에 개봉한 대한민국의 영화인데 당초 1992년 8월 ~ 9월 사이 개봉 예정이었지만  대통령 선거에 미칠 영향 탓인지 1992년 10월 23일로 개봉일이 변경됐으며 《매춘》시리즈를 내놓은 영화사 작품답게(?) 여배우들이 옷을 벗어던지고 낮뜨거운 장면을 연출한 점, 왕득구 회장(마흥식 분)이 처음부터 끝까지 '아주 몹쓸 놈'으로 일관했다는 점 등의 혹평이 있었다.

## 캐스팅
- 마흥식 : 왕득구 역
- 서희 : 지순 역
- 강석현 : 유진 역
- 송경철 : 재봉 역
- 유연실 : 윤 마담 역
- 장승화 : 김 실장 역
- 민소원 : 미나 역
- 오미경 : 은지 역
- 김길호 : 원로경제인 역
- 안혜리 : 춘자 역
- 조선묵 : 왕 사장 역
- 팀 마이너 : 스티브 역
- 김기섭 : 두꺼비 역
- 이해룡 : 이 회장 역
- 김남일 : 우 회장 역
- 이석구 : 최덕배 역
- 서지영 : 연실 역
- 성미진 : 강민자 역
- 김나희 : 초희 역
- 나혜미 : 실비아 역
- 노사강 : 노 전무 역
- 안진수 : 안 이사 역
- 신동욱 : 조 이사 역
- 오희찬 : 방 상무 역
- 황우연 : 선배 역
- 진유정 : 여비서 역
- 정윤선 : 여직원 역
- 조문 : 순자 역
- 김정숙 : 영계 1 역
- 한유 : 영계 2 역
- 이미령 : 영계 3 역
- 한명주 : 여공 1 역
- 김홍랑 : 여공 2 역
- 임은아 : 여공 3 역
- 홍충길 : 노조참모 1 역
- 서평석 : 노조참모 2 역
- 최강호 : 살수 1 역
- 박광설 : 살수 2 역
- 홍성웅 : 살수 3 역
- 남궁원 : 백 장군 역 (특별출연)